# Apogonia becqueti
Apogonia becqueti är en skalbaggsart som beskrevs av Louis Burgeon 1945. Apogonia becqueti ingår i släktet Apogonia och familjen Melolonthidae. Inga underarter finns listade i Catalogue of Life.